# Great Lakes Business Company
Great Lakes Business Company es una aerolínea dirigida y operada por la República Democrática del Congo.
Se encuentra en la lista de aerolíneas prohibidas por la Unión Europea así como en la lista de las Naciones Unidas como castigo al transporte de armas y munición. La compañía está dirigida por Douglas Mpamo.

## Avión
Las Naciones Unidas listan un Boeing 727, un An-12, tres An-32 y un Let L-410 Turbolet en Goma.

## Accidentes e Incidentes
26 de agosto de 2007 - En Kongolo, DRC 13 de las 15 personas a bordo murieron, incluyendo tres tripulantes rusos cuando un Antonov An-32 (reg 9Q-CAC) sobre cargado, propiedad de Agefreco Air y operado por Great Lakes Business Company se estrelló mientras sobrevolaban una mina de estaño. La licencia de la compañía fue retirada el 29 de agosto de 2007, pendiente de la investigación.